# Margaret Mahy
Margaret Mahy (ur. 21 marca 1936 w Whakatane, zm. 23 lipca 2012 w Christchurch) – nowozelandzka pisarka, twórczyni literatury dla dzieci i młodzieży, autorka powieści science fiction i fantasy, scenarzystka telewizyjna.
Ukończyła studia na Uniwersytecie w Auckland i University of Canterbury. Później została absolwentką New Zealand Library School i pracowała jako bibliotekarka. Otrzymała nagrody literackie: Premier Grafico Award (za powieść The Wind Between the Stars), Premier Grafico Award (za powieść The Boy Who Was Followed Home) sześciokrotnie Esther Glenn Medals (za książki – A Lion in the Meadow, First Margaret Mahy Story Book, The Haunting, Przemiana, Underrunners i 24 Hours), dwukrotnie Carnegie Medal (za The Haunting oraz Przemianę),  Best Books for Young Adults (za Przemianę), Society of School Librarians International Book Award oraz Boston Globe/Horn Book Award (obie za powieść Memory), sześciokrotnie New Zealand Post Children’s Book Award (za książki Summery Saturday Morning, 24 Hours, Alchemy, Kaitangata Twitch, The Word Witch i Mister Whistler), dwukrotnie Phoenix Award (za powieści The Catalogue of the Universe i Memory), a także The Storylines Margaret Mahy Medal and Lecture Award, A W Reed Award, Arts Foundation of New Zealand Icon Awards, Prime Minister's Awards for Literary Achievement, Sir Julius Vogel Award  i Nagrodę im. Hansa Christiana Andersena. Jej książki – The Haunting, Przemiana, The Great White Man-Eating Shark, The Three-Legged Cat oraz Keeping House doczekały się adaptacji filmowych.
W 1993 została odznaczona Orderem Nowej Zelandii.

## Dzieła

### Powieści
- Bus Under the Leaves (1975)
- The Pirate Uncle (1977)
- The Great Piratical Rumbustification (1981)
- The Haunting (1982)
- The Pirates Mixed-Up Voyage (1983)
- The Changeover (1984; wydanie polskie 2007 Przemiana)
- The Birthday Burglar (1984)
- The Tricksters (1986)
- The Catalogue of the Universe (1986)
- Aliens in the Family (1986)
- Memory (1987)
- The Blood-and-Thunder Adventure on Hurricane Peak (1989)
- Raging Robots and Unruly Uncles (1990)
- The Seven Chinese Brothers (1990)
- Dangerous Spaces (1991)
- Underrunners (1992)

seria Cousins Quartet
1. The Good Fortunes Gang (1993)
2. A Fortunate Name (1993)
3. A Fortune Branches Out (1993)
4. Tangled Fortunes (1994)

- The Greatest Show Off Earth (1994)
- Tingleberries, Tuckertubs and Telephones (1995)
- The Other Side of Silence (1995)
- Midnight Story (1996)
- The Five Sisters (1996)
- Operation Terror (1997)
- The Horribly Haunted School (1997)
- Down in the Dump with Dinsmore (1998)
- A Villain's Night Out (1999)
- Twenty-four Hours (2000)
- The Riddle of the Frozen Phantom (2001)
- Alchemy (2002)
- The Gargling Gorilla (2003)
- Maddigan's Fantasia (2005)
- The Very Wicked Headmistress (2006)
- Magician of Hoad (2008)
- Portable Ghosts (2009)
- Heriot (2009)
- Organ Music (2010)
- Tale of a Tail (2014)

### Zbiory opowiadań
- Story Book (1972)
- Story Book No. 2 (1973)
- The Third Story Book (1975)
- Leaf Magic (1976)
- The Second Margaret Mahy Story Book (1977)
- Nonstop Nonsense (1977)
- The Chewing-gum Rescue and Other Stories (1982)
- The Downhill Crocodile Whizz and Other Stories (1986)
- Mahy Magic (1986)
- The Horrible Story and Others (1987)
- Leaf Magic and Five Other Stories (1988)
- The Boy Who Bounced and Other Magic Tales (1988)
- The Door in the Air and Other Stories (1988)
- Chocolate Porridge and Other Stories (1989)
- Bubble Trouble (1991)
- A Tall Story and Other Tales (1991)
- The Girl with the Green Ear (1992)
- The World in 1492 (1992; wraz z pięciorgiem innych autorów)
- A Lion in the Meadow and Other Favourite Stories (1993)
- Tick Tock Tales (1993)
- The Puffin Book of Five-minute Stories (1998; wraz z czworgiem innych autorów)
- Wonderful Me! (2002)
- Wait for Me! (2003)
- Shock Forest (2004)
- Watch Me! (2004)
- Don't Read This! (2004)
- Free? (2009; wraz z trzynaściorgiem innych autorów)

### Książki ilustrowane
- A Dragon of an Ordinary Family (1969)
- A Lion in the Meadow (1969)
- Mrs. Discombobulous (1969)
- Pillycock's Shop (1969)
- The Procession (1969)
- The Little Witch (1970)
- Sailor Jack and the Twenty Orphans (1970)
- The Princess and the Clown (1971)
- The Boy With Two Shadows (1971)
- 17 Kings and 42 Elephants (1972)
- Railway Engine and the Hairy Brigands (1973)
- Stepmother (1974)
- The Witch in the Cherry Tree (1974)
- Rooms to Let (1974)
- Rare Spotted Birthday Party (1974)
- Clancy's Cabin (1974)
- Rooms for Rent (1974)
- Ultra-violet catastrophe! (1975)
- The Great Millionaire Kidnap (1975)
- The Boy Who Was Followed Home (1975)
- The Man Whose Mother Was a Pirate (1976)
- The Wind Between the Stars (1976)
- David's Witch Doctor (1976)
- Mrs. Bubble's Baby (1983)
- Shopping with a Crocodile (1983)
- The Great Grumbler and the Wonder Tree (1984)
- The Spider in the Shower (1984)
- Ups and Downs (1984)
- A Crocodile in the Library (1985)
- Jam (1985)
- The Adventures of a Kite (1986)
- The Cake (1986)
- The Catten (1986)
- Clever Hamburger (1986)
- The Earthquake (1986)
- How Mr. Rooster Didn't Get Married (1986)
- Kangaroo from Woolloomoolloo (1986)
- Lavender the Library Cat (1986)
- Let's Get a Pet (1986)
- Little Brown House (1986)
- Magician's Lunch (1986)
- Morning Dance (1986)
- Most Scary Ghost (1986)
- Mouse Monster (1986)
- Plants of My Aunt (1986)
- Sophie's Singing Mother (1986)
- Ten Loopy Caterpillars (1986)
- Terrible Armadillo (1986)
- Train That Ran Away (1986)
- A Very Happy Bathday (1986)
- The Yuckadoos (1986)
- The Man Who Enjoyed Grumbling (1986)
- Moppy's Ball (1986)
- My Wonderful Aunt (1986)
- Tai Taylor and His Education (1987)
- Tai Taylor and the Sweet Annie (1987)
- Tai Taylor Goes to School (1987)
- Baby's Breakfast (1987)
- Feeling Funny (1987)
- The Funny, Funny Clown Face (1987)
- The Garden Party (1987)
- Mr. Rumfitt (1987)
- Muppy's Ball (1987)
- The New House Villain (1987)
- A Pet to the Vet (1987)
- The Pop Group (1987)
- Tai Taylor Is Born (1987)
- The Terrible Topsy-Turvy, Tissy-Tossy Tangle (1987)
- The Tree Doctor (1987)
- Trouble On the Bus (1987)
- Arguments (1987)
- Beautiful Pig (1987)
- The Fight On the Hill (1987)
- Jacko, the Junk Shop Man (1987)
- Long Grass of Tumbledown Road (1987)
- Mouse Wedding (1987)
- The Robber Pig and the Ginger Beer (1987)
- Robber Pig and the Green Eggs (1987)
- Squeak in the Gate (1987)
- Tinny Tiny Tinker (1987)
- The Girl Who Washed in Moonlight (1987)
- The Haunting of Miss Cardamom (1987)
- The King’s Jokes (1987)
- When the King Rides by (1988)
- Guinea Pig Grass (1988)
- No Dinner for Sally (1989)
- The Father Who Walked On His Hands (1989)
- The Great White Man-eating Shark (1989)
- Crocodile Crocodile (1990)
- Leap Year (1990)
- The Little Round Husband (1990)
- White Elephants (1990)
- Making Friends (1990)
- The Pumpkin Man and the Crafty Creeper (1990)
- Iris LA Bonga and the Locked Door (1990)
- Iris La Bonga and the Boomerzoomer (1990)
- The Solar System (1990)
- Keeping House (1991)
- The Queen’s Goat (1991)
- The Dentist's Promise (1991)
- The Fiddle and the Gun (1992)
- The Horrendous Hullabaloo (1992)
- The Dragon’s Birthday (1992)
- The Mad Puppet (1993)
- A Busy Day for a Good Grandmother (1993)
- Iris La Bonga and the Helpful Taxi Driver (1993)
- The Christmas Tree Tangle (1994)
- The Rattlebang Picnic (1994)
- The Greatest Binnie in the World (1995)
- Cobwebs, Elephants and Stars (1996)
- Solar Systems: Fact or Fiction (1996)
- Boom Baby, Boom Boom! (1996)
- The Three Magicians (1997)
- Beaten by a Balloon (1997)
- A Good Knee for a Cat (1997)
- A Summery Saturday Morning (1998)
- Simply Delicious! (1999)
- Down the Dragon’s Tongue (2000)
- Dashing Dog! (2002)
- The Three-legged Cat (2004)
- Down the Back of the Chair (2006)
- Stop That Stew! (2009)
- The Man from the Land of Fandango (2012)
- Mister Whistler (2012)
- The Green Bath (2013)
- Footsteps Through the Fog (2013)
- Chocolate Porridge (2014)
- The Witch Dog (2014)
- The Boy Who Made Things Up (2014)

### Tomik poezji
- The Tin Can Band and Other Poems (1989)

### Opowiadania i nowele
- Don't Cut the Lawn! (1972)
- Green Needles (1972)
- The Girl with the Green Ear (1972)
- The Playground (1972)
- Thunderstorms and Rainbows (1972)
- Rooms to Let (1974)
- Looking for a Ghost (1975)
- The Wind Between the Stars (1975)
- Ultra-Violet Catastrophe! (1975)
- Leaf Magic (1976)
- Simon's Witch Doctor (1976)
- The Great Piratical Rambustification (1978)
- The Librarian and the Robbers (1978)
- Balancing Acts (1986)
- Cat and Mouse (1986)
- Chibbawokki Rain (1986)
- Elephant Milk, Hippopotamus Cheese (1986)
- How Honesty Street Won the Beautiful-Street Competition (1986)
- The Downhill Crocodile Whizz (1986)
- The Princess and the Clown (1986)
- The Wonderful Red 'Memory' Stretch-Wool Socks (1986)
- A Lion in the Meadow (1986)
- A Work of Art (1988)
- Perdita and Maddy (1988)
- The Bridge Builder (1988)
- The Door in the Air (1988)
- The Hookywalker Dancers (1988)
- The House of Coloured Windows (1988)
- The Magician in the Tower (1988)
- The Two Sisters (1988)
- Chocolate Porridge (and who ate it) (1992)
- The Good Wizard of the Forest (1992)
- The Merry-go-round (1992)
- The Trees (1992)
- Raging Robots and Unruly Uncles (1993)
- Fingers on the Back of the Neck (1996)
- Hidden Warriors (2005)
- Bones (2010)
- Wolf Night (2011)
- The Man from the Land of Fandango (2012)
- The Witch Dog (2014)
- There’s a King in the Cupboard (2015)
- Aunt Nasty (2015)

### Literatura faktu
- New Zealand (1975)
- My Mysterious World (1995)
- A Dissolving Ghost (2000)
- Awesome Aotearoa (2009)